# Jacques Leenaert
Jacques Leenaert, né le 22 janvier 1921 à Roubaix et mort dans la même ville le 18 mars 2004, est un footballeur français qui achève sa carrière en 1952. 
Il commence sa carrière professionnelle avec l'Excelsior Roubaix. Après-guerre, il devient l'un des titulaires indiscutables du Club olympique Roubaix-Tourcoing et devient champion de France lors de la saison 1946-1947 avec le CORT.

## Statistiques
| Saison    | Club                 | Championnat | Championnat | Championnat | Coupe(s) nationale(s) | Coupe(s) nationale(s) | Total | Total |
| Saison    | Club                 | Division    | M.          | B.          | M.                    | B.                    | M.    | B.    |
| 1938-1939 | Excelsior Roubaix    | Division 1  | 1           | 0           | -                     | -                     | 1     | 0     |
| 1946-1947 | CO Roubaix-Tourcoing | Division 1  | 24          | 10          | 2                     | 1                     | 26    | 11    |
| 1947-1948 | CO Roubaix-Tourcoing | Division 1  | 31          | 14          | 3                     | 1                     | 34    | 15    |
| 1948-1949 | CO Roubaix-Tourcoing | Division 1  | 30          | 1           | 2                     | 0                     | 32    | 1     |
| 1949-1950 | CO Roubaix-Tourcoing | Division 1  | 28          | 2           | 1                     | 0                     | 29    | 2     |
| 1950-1951 | CO Roubaix-Tourcoing | Division 1  | 18          | 0           | 1                     | 0                     | 19    | 0     |
| 1951-1952 | CO Roubaix-Tourcoing | Division 1  | 23          | 2           | 1                     | 0                     | 24    | 2     |

## Palmarès
- Champion de France en 1947 avec le Club olympique Roubaix-Tourcoing